# 羅蘭彎貝介
羅蘭彎貝介（学名：Loxoconcha cyclomena）为彎貝介科彎貝介屬下的一个种。